# Akira Kitaguchi
Akira Kitaguchi (født 8. marts 1935) er en japansk fodboldspiller.

## Japans fodboldlandshold
| Japans landshold | Japans landshold | Japans landshold |
| År               | Kmp              | Mål              |
| ---------------- | ---------------- | ---------------- |
| 1958             | 3                | 1                |
| 1959             | 7                | 0                |
| Total            | 10               | 1                |